# Plagiopleurini
Plagiopleurini – plemię owadów prostoskrzydłych z rodziny pasikonikowatych i podrodziny długoskrzydlakowych. Rodzajem typowym jest Plagiopleura Stål, 1873.

## Zasięg występowania
Przedstawiciele tego plemienia występują w Ameryce Południowej od Kolumbii na płn. po Urugwaj na płd.. 

## Systematyka
Do Plagiopleurini zaliczanych jest 13 gatunków zgrupowanych w 3 rodzajach:
- Diplophyllus
- Parableta
- Plagiopleura